# Amt Gartow
Das Amt Gartow war ein historisches Verwaltungsgebiet des Fürstentums Lüneburg, später des Königreichs Hannover bzw. der preußischen Provinz Hannover. Übergeordnete Verwaltungsebene war die Landdrostei Lüneburg.

## Geschichte
Das Amt geht auf das adelige Gericht Gartow zurück, das Anfang des 14. Jahrhunderts unter welfische Landeshoheit kam. 1694 wurde die Herrschaft Gartow durch den hannoverschen Minister Andreas Gottlieb von Bernstorff erworben. Georg I. verlieh 1720 dem bis dahin ungeschlossenen Patrimonialgericht die Hoheitsbefugnis über den Flecken Gartow sowie 24 umliegende Dörfer, die damit aus den benachbarten Ämtern Schnackenburg bzw. Lüchow ausschieden. Nach Aufhebung der Patrimonialgerichtsbarkeit (1850) wurde das Amt Gartow mit dem Amt Schnackenburg zum Amt Gartow-Schnackenburg vereinigt (ab 1852 nur noch als Amt Gartow bezeichnet). Die Gemeinde Lanze wurde 1852 vom Amt Lüchow in das Amt Gartow umgegliedert. Die Gemeinden Volzendorf und Prezier (1852) sowie Krautze (1853) kamen von Gartow zu Lüchow. Mit dem 1. Juli 1872 wurde das Amt aufgehoben und in das Amt Lüchow eingegliedert.

## Gemeinden
Das Amt bestand bei seiner Aufhebung im Jahr 1872 aus folgenden Gemeinden:
- Groß Breese
- Brünkendorf
- Gartow
- Gedelitz
- Gorleben
- Gummern
- Holtorf
- Kapern
- Klautze
- Laasche
- Lanze
- Lomitz
- Marleben
- Meetschow
- Nemitz
- Niendorf
- Pevestorf
- Prezelle
- Restorf
- Schnackenburg
- Tobringen
- Trebel
- Vasenthien
- Vietze

- Karte mit allen verlinkten Seiten:
- OSM |
- WikiMap

## Amtmänner
- (1851) 1853–1854: Ludwig Kuckuck, gen. Walden, Amtsassessor, ab 1853 Amtmann
- 1855–1858: Ernst Georg Heinrich Otto Albers, Amtsassessor
- 1859–1872: Friedrich Julius Alexander von Hugo, Amtmann